# 10808 Digerrojr
10808 Digerrojr este un asteroid din centura principală de asteroizi.

## Descriere
10808 Digerrojr este un asteroid din centura principală de asteroizi. A fost descoperit pe 17 martie 1993 la Observatorul La Silla în cadrul programului UESAC. Asteroidul prezintă o orbită caracterizată de o semiaxă mare de 3,06 ua, o excentricitate de 0,04 și o înclinație de 9,9° în raport cu ecliptica.